# Sorrento (album)
Sorrento – czwarty album studyjny polskiej piosenkarki Bovski. Wydawnictwo ukazało się 24 kwietnia 2020  wydaniem własnym w dystrybucji Agora.
Album jest utrzymany w stylu muzyki pop. Składa się z wersji standardowej (1 CD).
Płyta zadebiutowała na 46. miejscu polskiej listy sprzedaży – OLiS.
Nagrania były promowane singlami: „Leżałam”, „Będę przy Tobie” i „Wujek G.”.

## Lista utworów
Opracowano na podstawie materiału źródłowego.
| Sorrento – Wersja standardowa | Sorrento – Wersja standardowa | Sorrento – Wersja standardowa                  | Sorrento – Wersja standardowa                | Sorrento – Wersja standardowa |
| Nr                            | Tytuł utworu                  | Słowa                                          | Muzyka                                       | Długość                       |
| ----------------------------- | ----------------------------- | ---------------------------------------------- | -------------------------------------------- | ----------------------------- |
| 1.                            | „Ciao”                        | Magdalena Grabowska-Wacławek                   | Magdalena Grabowska-Wacławek, Jan Smoczyński | 0:45                          |
| 2.                            | „Między nami”                 | Magdalena Grabowska-Wacławek                   | Magdalena Grabowska-Wacławek, Jan Smoczyński | 3:32                          |
| 3.                            | „Leżałam”                     | Magdalena Grabowska-Wacławek                   | Jan Smoczyński                               | 3:39                          |
| 4.                            | „Wujek G.”                    | Magdalena Grabowska-Wacławek                   | Magdalena Grabowska-Wacławek, Jan Smoczyński | 2:43                          |
| 5.                            | „Włącz, wyłącz”               | Magdalena Grabowska-Wacławek                   | Magdalena Grabowska-Wacławek, Jan Smoczyński | 2:54                          |
| 6.                            | „Sorrento”                    | Magdalena Grabowska-Wacławek                   | Magdalena Grabowska-Wacławek, Jan Smoczyński | 3:55                          |
| 7.                            | „Będę przy Tobie”             | Magdalena Grabowska-Wacławek                   | Magdalena Grabowska-Wacławek, Jan Smoczyński | 3:43                          |
| 8.                            | „Guziki” (oraz Vienio)        | Magdalena Grabowska-Wacławek, Piotr Więcławski | Magdalena Grabowska-Wacławek, Jan Smoczyński | 3:17                          |
| 9.                            | „Raty”                        | Magdalena Grabowska-Wacławek                   | Magdalena Grabowska-Wacławek, Jan Smoczyński | 3:41                          |
| 10.                           | „Stany”                       | Magdalena Grabowska-Wacławek                   | Magdalena Grabowska-Wacławek, Jan Smoczyński | 2:37                          |
| 11.                           | „Paulo C.”                    | Magdalena Grabowska-Wacławek                   | Magdalena Grabowska-Wacławek, Jan Smoczyński | 3:57                          |
| 12.                           | „UVA”                         | Magdalena Grabowska-Wacławek                   | Magdalena Grabowska-Wacławek, Jan Smoczyński | 2:52                          |
| 13.                           | „Pytania”                     | Magdalena Grabowska-Wacławek                   | Magdalena Grabowska-Wacławek, Jan Smoczyński | 2:41                          |
| 14.                           | „Pa para rapa”                | Magdalena Grabowska-Wacławek                   | Magdalena Grabowska-Wacławek, Jan Smoczyński | 1:06                          |
|                               |                               |                                                |                                              | 41:22                         |

## Pozycja na liście sprzedaży

### Pozycja na liście tygodniowej
| Kraj   | Lista (2020)  | Najwyższa pozycja |
| ------ | ------------- | ----------------- |
| Polska | OLiS – albumy | 46                |